# Miroslav Řepa
Miroslav Řepa (24. února 1930 Pardubice – 7. června 2023 Praha) byl český architekt, žijící a pracující v Praze.

## Život

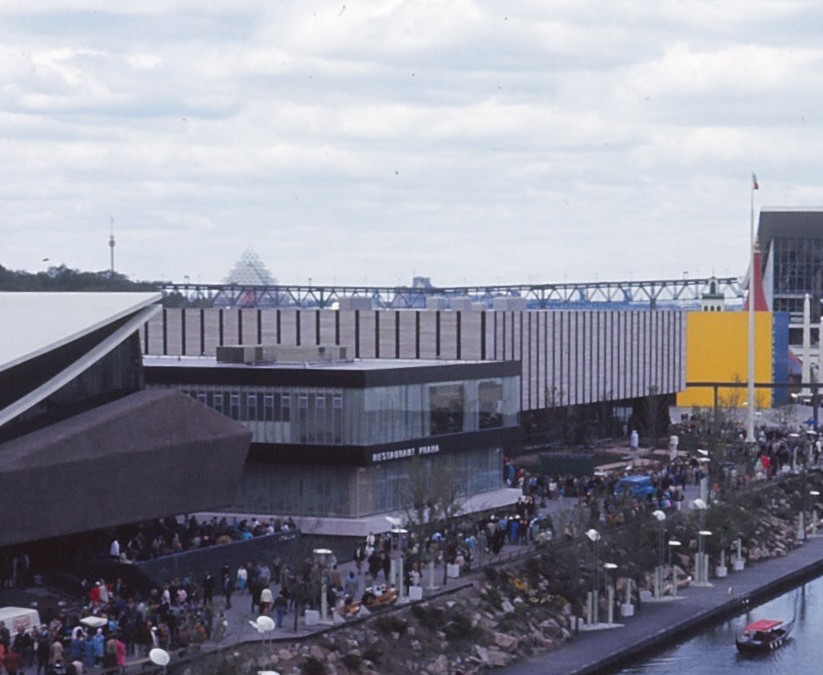
Pavilon na Světové výstavě 1967

Roku 1949 zakončil studia na Reálném gymnáziu a následně pokračoval na pražské Vysoké škole architektury a pozemního stavitelství, kterou ukončil roku 1953, a poté ještě navštěvoval Akademii výtvarných umění. Po studiích pracoval se svým otcem Karlem, ale pak nastoupil do pardubického Vojenského projektového ústavu.
Roku 1965 uspěl spolu s akademickým architektem Vladimírem Pýchou v soutěži na návrh československého pavilonu pro Světovou výstavu 1967 v Montréalu, kde působil téměř tři roky a kde Československý pavilon slavil velké úspěchy. Poté arch. Řepa navrhl divadlo Laterna Magika na Světové výstavě 1970 v Ósace a na Světové výstavě 1992, která se konala ve španělské Seville, působil ve funkci technického ředitele československého pavilónu. Účast ČR na světových výstavách EXPO sledoval jako člen české komise i v roce 2021 u výběru a realizace pavilonu v Dubaji.
Vedle toho se během sedmdesátých let 20. století podílel na rekonstrukcích tehdejšího Smetanova divadla a Národního divadla. Mezi roky 1984 a 1991 pak na předchozí práci navázal návrhem a provedením rekonstrukce pražského Stavovského (tehdy Tylova) divadla. Dále ve Zlíně místní Městské divadlo nejen navrhl, ale také postavil. Mezi Řepovy realizace patří spolu s Lubošem Drimlem podoba vnitřních prostor pardubického Interhotelu Labe nebo výstavní síň Ideon ve stejném městě.
Celý život působil a pracoval v Praze. Se svojí první manželkou Irenou měl jedinou dceru Sylvii, žijící též v Praze.
Od 2. září 1985 byl pod registračním číslem 30881 a krycím jménem „Architekt“ veden v registru svazků tajných spolupracovníků StB. Nejprve jako kandidát tajné spolupráce (KTS) a od 20. června 1986 coby důvěrník.